# Occoneechee State Park

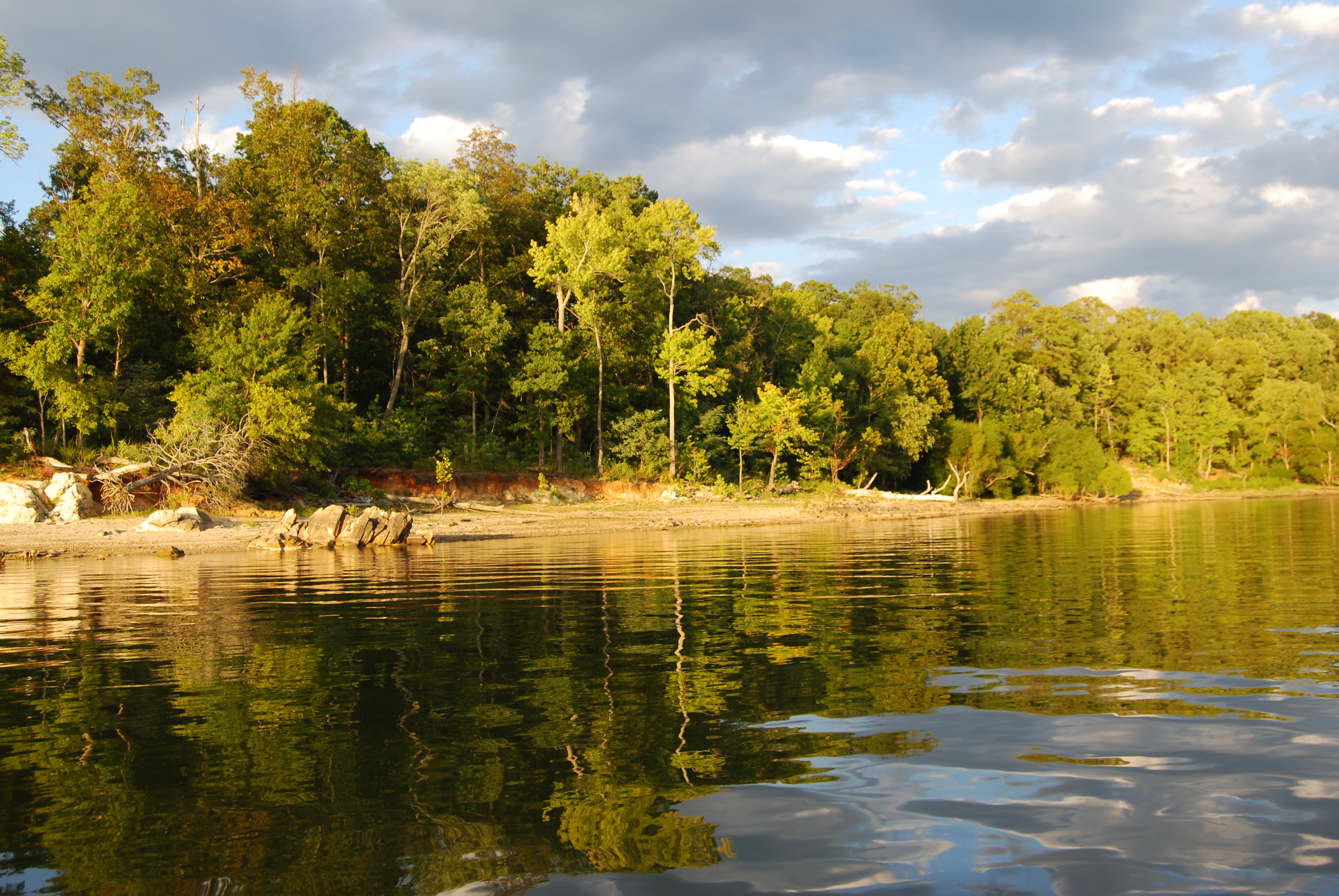
Uferstreifen des Occoneechee State Park im Licht der Abendsonne

Der Occoneechee State Park ist ein State Park im Süden des US-Bundesstaates Virginia. Er befindet sich im Mecklenburg County nahe der Ortschaft Clarksville und ist über den U.S. Highway 58 erreichbar. Der State Park am Nordufer des John H. Kerr Reservoirs hat eine Fläche von 10,9 km² wovon rund 7,7 km² zu einer fast vollständig vom Stausee umgebenen Halbinsel gehören. Neben verschiedenen Übernachtungsmöglichkeiten bietet der Park den Besuchern 30 Kilometer an Wanderwegen sowie drei Bootsrampen.
Der Name des State Parks erinnert an den Indianerstamm der Occaneechi. Diese lebten bis ins 17. Jahrhundert auf einer heute überfluteten Insel im Roanoke River nahe dem heutigen Park. Sie wurden 1676 während Bacon’s Rebellion von einer Miliz angegriffen und mussten später ihr Land verlassen.
1952 wurde der John H. Kerr Dam fertiggestellt und der Stausee entstand. Das Department of Conservation and Recreation des Staates Virginia eröffnete den State Park im Jahr 1968 auf vom United States Army Corps of Engineers gepachtetem Land.